# Тизенгаузен, Карл фон
Барон Карл Герман Фридрих фон Тизенгаузен (нем. Carl Hermann Friedrich von Tiesenhausen; 29 декабря 1787 (9 января 1788), Станилувка, Речь Посполитая, ныне Винницкая область Украины — 27 сентября (9 октября) 1849, Ной-Беверсхоф, Лифляндская губерния Российской империи, ныне Яунбебри, Айзкраукльский край, Латвия) — российский юрист из балтийских немцев, представитель дворянского рода Тизенгаузенов.
Сын майора русской военной службы Адольфа Иоганна фон Тизенгаузена (1761—1828) и его жены Анны Каролины, урождённой фон Канефер (1769—1832). В 1812 г. женился на Каролине фон Брюммер. С 1819 г. владел поместьем Ной-Беверсхоф.
В 1807—1809 гг. изучал право в Дерптском университете, одновременно интересуясь историей региона. В 1812—1820 гг. секретарь губернского суда, в 1820—1825 гг. секретарь окружного суда в Вендене. С 1827 г. работал в дирекции Общества поместного кредита в Риге. В 1831—1847 гг. в лифляндском надворном суде, занимал пост вице-председателя.
Опубликовал ряд статей по криминалистике и дополнительный том к «Материалам по истории лифляндских поместий» Генриха фон Гагемейстера (1843). Один из основателей Общества истории и древностей Остзейских губерний (1834), в 1836—1837 гг. его президент.
Кавалер Ордена святого Владимира IV степени (1849).